# Тумское болото
Тумское болото — торфяное болото в Ярском районе Удмуртии (Россия).
Болото простирается неширокой полосой вдоль правого берега реки Чепцы от села Дизьмино до железнодорожного моста у села Пудем. В центральной части болото пересекает правый приток Чепцы — река Тум (отсюда и название).
С 1997 года Тумское болото было памятником природы, но в 2000 году было лишено этого статуса.